# Matías Antonio Díaz
Matías Antonio Díaz, también como Mathias y Díez, (¿Albarracín?, c. 1600-Albarracín, 1662) fue un maestro de capilla español activo en la Catedral de Albarracín.

## Vida
Su lugar de nacimiento exacto es desconocido, pero Muneta Martínez supone que era de Albarracín mismo o de cerca.
En 1641 Matías Antonio Díaz era corneta en la capilla de música de la Catedral de Albarracín. Sebastián Alfonso, maestro de capilla de la Catedral de Albarracín, se había presentado en 1640 a las oposiciones para maestro de la Catedral de Teruel sin éxito. El año siguiente se presentó para maestro de la Catedral de Huesca, que consiguió, siendo nombrado el 24 de octubre de 1641. Así, el cargo quedó vacante y se nombró a Díaz como interino:

[...] que Mathías el corneta heche el compás y haga oficio de Mtro. de Capilla pues él ha compuesto los villancicos para el Corpus y se retenga el beneficio de corneta para ordenarse con él
Actas capitulares de la Catedral de Albarracín, 16 de mayo de 1641

Poco después se emiten los edictos y parece que Díaz ganó las oposiciones, ya que pocos meses después, el 12 de agosto de 1641, el Cabildo lo nombra maestro de capilla, ya de forma oficial. Parece ser que era clérigo no ordenado cuando accedió al cargo y se ordenó sacerdote después.
Durante su magisterio se renovó la capilla musical, con nuevos instrumentos y ocupación de plazas vacantes, como las de contralto, tenor, bajón o infante del coro. En 1644 partió organista primero, el conquense Francisco Saiz, y fue sustituido por Lucas Francés. También se construyó el órgano, antecesor del actual, hacia 1650 por Jusepe Selma. El órgano fue verificado por Pablo Bruna, el Ciego de Daroca, posiblemente en octubre de ese mismo año 1650.
No hay muchas más reseñas de importancia sobre el maestro en las actas capitulares. En 1663 se menciona un pago de treinta y siete reales por haber compuesto unos salmos para el día del Corpus y en 1656 se le amonesta:

[...] que vuelva a continuar la plática de la música para que los infantillos así del Coro como de la Sacristía y los demás que quisieren acudir. Se procede como es costumbre y que el Mtro. de Capilla acuda con mucho cuidado al cumplimiento de su obligación
Actas capitulares de la Catedral de Albarracín, 26 de octubre de 1656

El 8 de enero de 1660 se encontraba enfermo y sin dinero, por lo que el Cabildo decidió oír la petición de ayuda del maestro, «por las enfermedades y pobreza en que se halla.» No hay más información sobre el maestro que falleció posiblemente en 1662, ya que en octubre de ese año la maestría se encontraba vacante.
El nombre del sucesor de Díaz en el cargo es desconocido. Muneta Martínez especula con que un tal Monserrate que aparece en las oposiciones a la maestría de Teruel en 1662 pasara por Albarracín posteriormente, ya que hay obra suya en los archivos de la metropolitana albarracinense. Pérez Berná indica de que podría tratarse de Roque Monserrat, un maestro activo en Valencia.

## Obra
La obra de Díaz debió ser ingente, ya que compuso todos los años villancicos para Navidad y el Corpus, pero no se han conservado. La única obra del maestro conservada es un Pasionario según San Juan, en formato de libro de atril, que se inscribe en la tradición polifónica aragonesa.